# Джош Браунгілл
Джош Браунгілл (англ. Josh Brownhill, нар. 19 грудня 1995, Воррінгтон) — англійський футболіст, півзахисник клубу «Бернлі».

## Ігрова кар'єра
Народився 19 грудня 1995 року в місті Воррінгтон. Вихованець юнацьких команд футбольних клубів «Воррінгтон Таун», «Манчестер Юнайтед» та «Престон Норт-Енд».
8 жовтня 2013 року дебютував в основному складі «Престон Норт-Енд» в матчі Трофея Футбольної ліги проти «Олдем Атлетік», а через чотири дні дебютував і у Першій англійській лізі (Д3) у матчі проти клубу «Кру Александра» (0:2). 19 жовтня Джош забив свій перший гол за клуб в матчі чемпіонату проти «Джиллінгема», а головний тренер клубу Саймон Грейсон високо оцінив його виступ в цілому. Загалом за рідну команду Браунгілл провів 64 матчі в усіх турнірах і забив 6 м'ячів.
Після того як 2015 року команда вийшла до Чемпіоншипу, Браунгілл втратив місце в основі і 14 січня 2016 року був відданий в оренду в клуб Першої ліги «Барнслі» до закінчення сезону 2015/16. Він відразу ж став гравцем стартового складу, дебютувавши за «дворняг» в матчі проти «Шрусбері Таун» 16 січня. 6 березня Браунгілл забив свій перший гол за «Барнслі» в матчі проти «Волсолла». Він допоміг команді виграти Трофей Футбольної ліги і плей-оф Першої ліги, завдяки чому команда забезпечила своє повернення в Чемпіоншип. Всього за п'ять місяців оренди він зіграв за команду 27 матчів в усіх турнірах і забив 3 м'ячі.
Влітку 2016 року Браунгілл в статусі вільного агента перейшов у «Бристоль Сіті», підписавши з клубом дворічний контракт. До цього він відмовився продовжувати свій контракт з »Престоном". 6 серпня 2016 року дебютував за нову команду у матчі Чемпіоншипу проти «Віган Атлетік». 29 квітня 2017 року забив свій перший гол за «Бристоль Сіті» у матчі чемпіонату проти «Брайтон енд Гоув Альбіона». Всього за три з половиною роки він провів 161 матч і забив 17 м'ячів в усіх турнірах.
30 січня 2020 року Джош Браунгілл перейшов до клубу Прем'єр-Ліги «Бернлі», підписавши контракт строком на чотири з половиною роки і з опцією продовження ще на рік. Сума трансферу склала, за деякими даними, 9 млн. фунтів. 22 лютого 2020 року Джош дебютував у вищому англійському дивізіоні, вийшовши на заміну Джеку Корку у доданий час матчу проти «Борнмута». Станом на 24 травня 2021 року відіграв за клуб з Бернлі 43 матчі в національному чемпіонаті.

## Статистика виступів

### Статистика клубних виступів
| Сезон                        | Команда                      | Чемпіонат                    | Чемпіонат | Чемпіонат | Національний кубок | Національний кубок | Національний кубок | Континентальні кубки | Континентальні кубки | Континентальні кубки | Інші змагання | Інші змагання | Інші змагання | Усього | Усього | Усього |
| Сезон                        | Команда                      | Ліга                         | Ігор      | Голів     | Ліга               | Ігор               | Голів              | Ліга                 | Ігор                 | Голів                | Ліга          | Ігор          | Голів         | Ігор   | Голів  |        |
| ---------------------------- | ---------------------------- | ---------------------------- | --------- | --------- | ------------------ | ------------------ | ------------------ | -------------------- | -------------------- | -------------------- | ------------- | ------------- | ------------- | ------ | ------ | ------ |
| 2013–14                      | «Престон Норт-Енд»           | 1Л                           | 24+1      | 3         | КА+КЛ              | 4+0                | 0                  | -                    | -                    | -                    | ТФЛ           | 1             | 0             | 30     | 3      |        |
| 2014–15                      | «Престон Норт-Енд»           | 1Л                           | 18        | 2         | КА+КЛ              | 4+2                | 0                  | -                    | -                    | -                    | ТФЛ           | 4             | 0             | 28     | 2      |        |
| 2015-січ. 2016               | «Престон Норт-Енд»           | ЧФЛ                          | 3         | 0         | КА+КЛ              | 1+2                | 0+1                | -                    | -                    | -                    | -             | -             | -             | 6      | 1      |        |
| Усього за «Престон Норт-Енд» | Усього за «Престон Норт-Енд» | Усього за «Престон Норт-Енд» | 45+1      | 5         |                    | 13                 | 1                  |                      | -                    | -                    |               | 5             | 0             | 64     | 6      |        |
| січ.-черв. 2016              | «Барнслі»                    | 1Л                           | 21+3      | 2+1       | КА+КЛ              | -                  | -                  | -                    | -                    | -                    | ТФЛ           | 2             | 0             | 26     | 3      |        |
| 2016–17                      | «Бристоль Сіті»              | ЧФЛ                          | 27        | 1         | КА+КЛ              | 3+2                | 0                  | -                    | -                    | -                    | -             | -             | -             | 32     | 1      |        |
| 2017–18                      | «Бристоль Сіті»              | ЧФЛ                          | 45        | 5         | КА+КЛ              | 0+6                | 0                  | -                    | -                    | -                    | -             | -             | -             | 51     | 5      |        |
| 2018–19                      | «Бристоль Сіті»              | ЧФЛ                          | 45        | 5         | КА+КЛ              | 3+1                | 1+0                | -                    | -                    | -                    | -             | -             | -             | 49     | 6      |        |
| 2019-січ. 2020               | «Бристоль Сіті»              | ЧФЛ                          | 28        | 5         | КА+КЛ              | 1+0                | 0                  | -                    | -                    | -                    | -             | -             | -             | 29     | 5      |        |
| Усього за «Бристоль Сіті»    | Усього за «Бристоль Сіті»    | Усього за «Бристоль Сіті»    | 145       | 16        |                    | 16                 | 1                  |                      | -                    | -                    |               | -             | -             | 161    | 17     |        |
| січ.-черв. 2020              | «Бернлі»                     | ПЛ                           | 0         | 0         | КА+КЛ              | -                  | -                  | -                    | -                    | -                    | -             | -             | -             | 0      | 0      |        |
| Усього за кар'єру            | Усього за кар'єру            | Усього за кар'єру            | 211+4     | 23+1      |                    | 29                 | 2                  |                      | -                    | -                    |               | 7             | 0             | 251    | 26     |        |

## Досягнення
- Володар Трофею Футбольної ліги: 2015/16[15]